# Delamarella karamani
Delamarella karamani is een eenoogkreeftjessoort uit de familie van de Latiremidae. De wetenschappelijke naam van de soort is voor het eerst geldig gepubliceerd in 1957 door Petkovski.